# Artemas de Pozzuoli
Artemas o Artemio (Pozzuoli, siglo III) fue un joven mártir cristiano y es venerado como santo por la Iglesia Católica.

## Hagiografía
Artemas nació en Pozzuoli de padres nobles y cristianos. El maestro Catigeta, a quien estaba confiado, lo inició en los estudios literarios, pero el joven ofreció ensayos tan sorprendentes a la agudeza de su ingenio que el maestro, también para ponerlo a prueba, le confió la educación de su compañero. discípulos.
Artemas, sin embargo, no solo se convirtió en maestra de letras, sino también de la fe cristiana. Los compañeros fueron a acusarlo desde Catigeta. Este último llamó al niño y lo invitó a abandonar la religión cristiana, pero no lo logró, de hecho el joven defendió brillantemente sus convicciones en materia de fe.
Artemas fue llevado, acusado de proselitismo, ante el prefecto de Pozzuoli, quien lo condenó a ser asesinado por sus propios compañeros con pinceladas, el instrumento que usaban para escribir en tablillas enceradas. Los puteolani enterraron el cuerpo torturado de Artemas por la noche en un lugar llamado Campana, a cinco kilómetros de Pozzuoli.

## Culto
San Artemas está inscrito en el catálogo de mártires al menos desde el siglo V y fue venerado por los puteolani hasta el siglo X, luego su culto fue reanudado y autorizado por la congregación de ritos el 10 de julio de 1959 para la diócesis de Pozzuoli gracias a la tenacidad del entonces obispo de esa sede, el cardenal Alfonso Castaldo.
La única iglesia en el mundo que venera el arte mártir se encuentra en Pozzuoli y precisamente en el distrito de Monteruscello. También en la catedral de Pozzuoli hay un óleo sobre lienzo del siglo XVIII de Giovanni Lanfranco que representa su martirio.